# Jacek Wciórka
Jacek Jan Wciórka (ur. 1948) – polski lekarz psychiatra, profesor medycyny, pracownik Instytutu Psychiatrii i Neurologii w Warszawie.

## Życiorys
W 1971 ukończył studia medyczne w Akademii Medycznej w Poznaniu, od 1972 pracuje w I Klinice Psychiatrii Instytutu Psychiatrii i Neurologii w Warszawie. Specjalizacje z psychiatrii uzyskał w 1977, w 1978 obronił pracę doktorską Środowisko szpitalne w świadomości pacjentów depresyjnych, w 1989 otrzymał stopień doktora habilitowanego na podstawie pracy Między przyswajaniem a oddalaniem: postawy pacjentów wobec przeżywanych zaburzeń schizofrenicznych. W tym samym roku został kierownikiem I Klinice Psychiatrii. W 2001 otrzymał tytuł profesora nauk medycznych.
Członek zarządu Polskiego Towarzystwa Psychiatrycznego, w latach 2004-2007 jego prezes. Promotor i recenzent wielu prac doktorskich i habilitacyjnych. Koordynator Komisji Reformy Opieki Psychiatrycznej Polskiego Towarzystwa Psychiatrycznego oraz członek Komitetu Nauk Neurologicznych PAN.
W 2001 został odznaczony Złotym Krzyżem Zasługi